# Хадсон (Висконсин)
Хадсон (енгл. Hudson) град је у америчкој савезној држави Висконсин.

## Демографија
По попису из 2010. године број становника је 12.719, што је 3.944 (44,9%) становника више него 2000. године.
| Група             | 2000.         | 2010.          |
| Белци             | 8.533 (97,2%) | 11.833 (93,0%) |
| Афроамериканци    | 19 (0,2%)     | 119 (0,9%)     |
| Азијати           | 40 (0,5%)     | 175 (1,4%)     |
| Хиспаноамериканци | 91 (1,0%)     | 347 (2,7%)     |
| Укупно            | 8.775         | 12.719         |